# Peter Bieri
Peter Bieri (23. června 1944 Bern – 27. června 2023 Berlín, Německo), píšící pod pseudonymem Pascal Mercier, byl švýcarský filozof a spisovatel.

## Dílo

### Romány
- Perlmanns Schweigen, Albrecht Knaus, Mnichov 1995. ISBN 3-442-72135-0
- Der Klavierstimmer, Albrecht Knaus, Mnichov 1998. ISBN 3-442-72654-9
- Nachtzug nach Lissabon, Hanser, Mnichov 2004. ISBN 3-446-20555-1 (Noční vlak do Lisabonu, přeložila Eva Pátková, Plus, Praha 2013. ISBN 978-80-259-0036-9)
- Lea, Hanser, Mnichov 2007. ISBN 978-3-446-20915-2 (Lea, Plus, Praha 2012. ISBN 978-80-259-0109-0)

### Filozofická díla
- Zeit und Zeiterfahrung. Exposition eines Problembereichs, Suhrkamp, Frankfurt nad Mohanem 1972.
- Analytische Philosophie des Geistes. Hain, Königstein/Ts. 1981.
- Analytische Philosophie der Erkenntnis, Athenäum, Frankfurt nad Mohanem 1987.
- Das Handwerk der Freiheit. Über die Entdeckung des eigenen Willens, Hanser, Mnichov 2001. ISBN 3-596-15647-5
- "Was bleibt von der analytischen Philosophie?", Deutsche Zeitschrift für Philosophie, 2007- 3. díl, str.333-344.